# Zlati globus
Zlati globus (v izvirniku angleško Golden Globe Award) je ameriška nagrada, ki jo vsako leto podeljuje Združenje tujih dopisnikov Hollywooda (Hollywood Foreign Press Association, HFPA) za dosežke na področju filma in televizije.
Nagrade so prvič podelili januarja 1944 v studiih 20th Century Fox v Los Angelesu. Danes je podelitev eden najpomembnejših dogodkov sezone nagrad v filmski industriji, ki doseže vrhunec s podelitvijo oskarjev. Najuspešnejša posameznica je filmska igralka Meryl Streep z osmimi zlatimi globusi, ki ima tudi rekord v številu nominacij - 27, upoštevajoč nagrade v posebnih in opuščenih kategorijah pa vodi Barbra Streisand z enajstimi zlatimi globusi.

## Kategorije
Film
- najboljši dramski film (Best Motion Picture – Drama)
- najboljši glasbeni film ali komedija (Best Motion Picture – Musical or Comedy)
- najboljši tujejezični film (Best Motion Picture – Foreign Language)
- najboljši animirani film (Best Motion Picture – Animated)
- najboljši filmski režiser (Best Director – Motion Picture)
- najboljši igralec v filmski drami (Best Actor – Motion Picture Drama)
- najboljši igralec v glasbenem filmu ali komediji (Best Actor – Motion Picture Musical or Comedy)
- najboljša igralka v filmski drami (Best Actress – Motion Picture Drama)
- najboljša igralka v glasbenem filmu ali komediji (Best Actress – Motion Picture Musical or Comedy)
- najboljši igralec v stranski vlogi v filmu (Best Supporting Actor – Motion Picture)
- najboljša igralka v stranski vlogi v filmu (Best Supporting Actress – Motion Picture)
- najboljši filmski scenarij (Best Screenplay – Motion Picture)
- najboljša filmska glasba (Best Original Score – Motion Picture)
- najboljša izvirna pesem v filmu (Best Original Song – Motion Picture)
- nagrada Cecila B. DeMillea za življenjske dosežke v filmu (Cecil B. DeMille Award for Lifetime Achievement in Motion Pictures)

Televizija
- najboljša televizijska dramska serija (Best Television Series – Drama)
- najboljša televizijska glasbena ali humoristična serija (Best Television Series – Musical or Comedy)
- najboljša miniserija ali televizijski film (Best Miniseries or Television Film)
- najboljši igralec v televizijski dramski seriji (Best Actor – Television Series Drama)
- najboljši igralec v televizijski glasbeni ali humoristični seriji (Best Actor – Television Series Musical or Comedy)
- najboljši igralec v televizijski miniseriji ali filmu (Best Actor – Miniseries or Television Film)
- najboljša igralka v televizijski dramski seriji (Best Actress – Television Series Drama)
- najboljša igralka v televizijski glasbeni ali humoristični seriji (Best Actress – Television Series Musical or Comedy)
- najboljša igralka v televizijski miniseriji ali filmu (Best Actress – Miniseries or Television Film)
- najboljši igralec v stranski vlogi v seriji, miniseriji ali televizijskem filmu (Best Supporting Actor – Series, Miniseries or Television Film)
- najboljša igralka v stranski vlogi v seriji, miniseriji ali televizijskem filmu (Best Supporting Actress – Series, Miniseries or Television Film)
- nagrada Carol Burnett za dosežke v televiziji (Carol Burnett Award for Achievement in Television)